# The Beat
The Beat var ett engelskt ska-revival band bildat 1978 i Birmingham, England, och hade som sådant i likhet med The Specials och The Selecter en mix av svarta och vita artister. För att slippa förväxling med en grupp i USA (Paul Collins Beat) kallade bandet sig senare även för The English Beat i USA och Kanada. Kända låtar från det första albumet är "Mirror In The Bathroom" och "Can't Get Used to Losing You".

## Historik
The Beat var ett av de populäraste banden bland de brittiska band som i slutet av 1970-talet började spela musik som varit populär på Jamaica på 1960-talet innan reggaen kom, det vill säga ska och rocksteady. Efter singlarna "Tears Of A Clown" (en coverversion av Smokey Robinsons Motown-hit) och "Ranking Full Stop" 1979 kom deras debutalbum I Just Can't Stop It. The Beats speciella sound på det första albumet är att man utgick från de tidiga, långsamma reggaelåtarna från Jamaica och ökade tempot på dessa. Utifrån denna mall gjorde de egna låtar med en alltid närvarande altsaxofon som svarade på rytmerna och Ranking Rogers toasting  som gav musiken en jamaicansk krydda. Saxofonisten Saxa (Lionel Martin) har spelat med jamaicanska ska-stjärnor som Laurel Aitken, Prince Buster och Desmond Dekker.
Det andra albumet,Wha'ppen?, går i ett betydligt lugnare tempo. Det innehåller en samling nyskrivna reggaelåtar med eftertänksamma texter med Dave Wakeling och Ranking Roger som sångare, och med Saxas saxofon i längre soloavsnitt. Låtarna handlade om arbetslöshet, om drömmar om att flytta till en bättre tillvaro i Nya Zeeland, om snatteri och om rasbetingat våld. Det tredje albumet Special Beat Service innehåller en hel del annan popmusik än jamaicansk och det märks tydligt att de olika bandmedlemmarna drar åt olika håll. The Beat upplöstes 1983, och Dave Wakeling och Ranking Roger gick vidare med projektet General Public – ett band som lät mer som The Beats två första album. 
The Beat har återförenats och gjort några turnéer under namn som The English Beat starring Dave Wakeling och The Beat feat. Ranking Roger / The New English Beat feat. Ranking Roger.

## Medlemmar
The Beat / The English Beat (USA)
- Andy Cox – gitarr (1978–1983)
- Everett Morton – trummor (1978–1983)
- Ranking Roger – sång, toasting (1978–1983)
- Saxa – saxofon (1978–1983)
- David Steele – basgitarr (1978–1983)
- Dave Wakeling – sång, gitarr (1978–1983)
- Wesley Magoogan – saxofon (1981–1983)
- Dave 'Blockhead' Wright – keyboard (1981–1983)

## Diskografi

### Studioalbum
- I Just Can't Stop It (1980)
- Wha'ppen? (1981)
- Special Beat Service (1982)
- Here We Go Love (2016)

### Livealbum
- Live! At the US Festival (2012)
- Live in London (2013)

### Samlingsalbum
- What Is Beat? (1983)
- B.P.M.: The Very Best of The Beat (1996)
- Beat This! The Best Of The Beat (2000)
- The Platinum Collection (2005)
- You Just Can't Beat It: The Best of The Beat (2008)

### Singlar
- "Tears of a Clown" / "Ranking Full Stop" (1979) UK # 6[1]
- "Hands Off...She's Mine" (1980) UK # 9
- "Mirror in the Bathroom" (1980) UK # 4
- "Best Friend" / "Stand Down Margaret" (Dub) (1980) UK # 22
- "Too Nice to Talk To" (1980) UK # 7
- "All Out to Get You" / "Drowning" (1981) UK # 22
- "Doors of Your Heart" (1981) UK # 33
- "Hit It" (1981) UK # 70
- "Save It for Later" (1982) UK # 47
- "Jeanette" (1982) UK # 45
- "I Confess" (1982) UK # 54
- "Can't Get Used to Losing You" (1983) UK #3
- "Ackee 1-2-3" (1983) UK # 54
- "Mirror In The Bathroom" (re-mix) (1996) UK # 44